# Hodde Sogn
Hodde Sogn er et sogn i Varde Provsti (Ribe Stift).
I 1800-tallet var Tistrup Sogn anneks til Hodde Sogn. Begge sogne hørte til Øster Horne Herred i Ribe Amt. De udgjorde Hodde-Tistrup sognekommune, men senere blev hvert sogn en selvstændig sognekommune. Ved kommunalreformen i 1970 blev både Hodde og Tistrup indlemmet i Ølgod Kommune, der ved strukturreformen i 2007 indgik i Varde Kommune.
I Hodde Sogn ligger Hodde Kirke.
I sognet findes følgende autoriserede stednavne:
- Grønmose (areal, bebyggelse), delt med Ansager Sogn
- Hessel (bebyggelse, ejerlav)
- Hodde (bebyggelse, ejerlav)
- Hodde Mark (bebyggelse)
- Hoddeskov (bebyggelse, ejerlav)
- Hulvig (bebyggelse, ejerlav)
- Kybæk (vandareal)
- Kymark (bebyggelse)